# Kitêba Jilwe

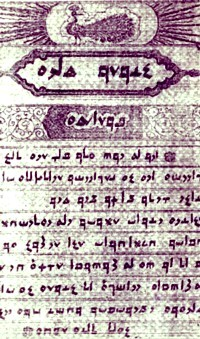
Pàgina del llibre de la Revelació manuscript

El llibre de la Revelació (Kitêba Cilwe en kurd; també transcrit com Kitab Al Jilwah) és un dels dos llibres sobre la religió yazidi escrites a l'estil d'un llibre sagrat en el dialecte Kurmanji de la llengua kurda, l'altre és el Llibre Negre (Mishefa Res en kurd). S'afirma que el text original del Llibre de la Revelació es conserva al poble de Yazidi Ba'idn i el text original del Llibre Negre Yazidi es manté al poble de Qasr'tzzat-Din.

## Llibres
Els dos principals llibres sagrats dels yazidites són el Miskhaf Res (Llibre Negre), atribuït a Khasan Al Bashi cap al segle xiv, i el Qitab Al Jilwah (Llibre de la Revelació), atribuït a Shaikh`Adi, fundador de la comunitat yazidí al segle xii. Una espècie d'Antic i Nou Testament yazidites respectivament.
El més important, Al Jilwah està redactat en pàgines soltes de pergamí de pell de gasela, amb 16 línies d'escriptura a cada pàgina (l'Alcorà en té 12), i encara que no numerades, cada pàgina acaba amb la lletra que inicia la pàgina següent.
En “Rituals” Antón Szandor LaVey inclou textos d'Al Jilwah presentant-les com “les paraules que Satán va dir al seu poble”, en una interpretació una miqueta tendenciosa de les escriptures yazidites. No obstant això és just reconèixer el valor documental d'aquests textos, per tots els estudiosos de les religions comparades, que LaVey inclou en els seus textos, utilitzant una traducció de Isya Joseph presa del manuscrit aràbic de Daud as-Saig.
La Revelació yazidí explicaria la història del món des del punt de vista de l'Àngel Caigut, identificat amb Llucifer pels grecs, Satán pels hebreus o Iblis pels musulmans.

## Capítols
El llibre de l'Apocalipsi conté cinc capítols en ordre decreixent de grandària. En els cinc capítols d'aquest llibre, les paraules de Déu es donen en primera persona, en contrast amb el Llibre Negre, que registra els actes de Déu en tercera persona.